# Yigoga gueddelanea
Yigoga gueddelanea är en fjärilsart som beskrevs av Charles Oberthür 1918. Yigoga gueddelanea ingår i släktet Yigoga och familjen nattflyn. Inga underarter finns listade i Catalogue of Life.